# 小行星3239
小行星3239（3239 Meizhou），又称为梅州星，是由紫金山天文台在1978年10月29日发现的主带小行星。
小行星3239在1994年正式以梅州市命名。